# Äktenskap i Sverige

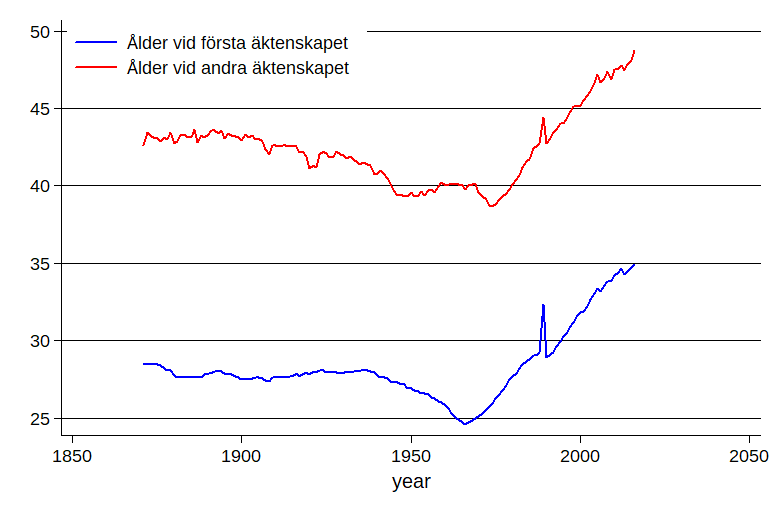
Graf över den genomsnittliga åldern vid första (blå linje) respektive andra äktenskapet (röd linje). Precis innan änkepensionen avskaffades 1990 gifte sig många som varit samboende under en längre tid för att få ta del av änkepensionen, vilket syns i grafen.

Den här artikeln behandlar äktenskap i Sverige.

## Historia

### Förkristna seder och medeltid
Ifråga om äktenskapets utformning och betydelse är endast litet känt från tiden före Sveriges kristnande, eftersom källorna är få och osäkra.
Under medeltiden var äktenskapet till en början ett världsligt förbund mellan två familjer. Löften gavs inför vittnen och bekräftades med att gå till säng tillsammans.   Kyrkan var först inte inblandad, men fick en roll senare eftersom man var angelägen om att förhindra tvångsäktenskap och värnande om äktenskapet som något mer än en överenskommelse mellan två familjer.

### Reformationen
Martin Luther gick emot den romerska äktenskapsuppfattningen, lanserad av kyrkofadern Augustinus, att äktenskapets ingående var en sakramentshandling, varigenom Guds nåd ingjutes. Den romersk-katolska kyrkan såg vidare äktenskapet som oupplösligt; endast formella fel vid äktenskapets ingående kunde medföra annullering (dvs ogiltigförklaring). 
Luthers kritik av synen på vigseln som ett sakrament var en attack mot den kanoniska rätten. Äktenskapet mellan en man och en kvinna var för Luther och reformatorerna en världslig sak (”weltlich Ding”) vilket innebär att det tillhörde Guds skapelseordning och den naturliga lagen vilken gällde för alla människor. Även reformatorerna höll på äktenskapets principiella oupplöslighet även om detta något lättades upp och inte motiverades utifrån äktenskapts sakramentalitet utan snarare från Jesu ord i bland annat Matt 19:3-9.

### Efter reformationen
Den reformerade svenska kyrkan var i likhet med den romersk-katolska kyrkan angelägen om att ta del i akten. De medeltida rättsliga reglerna ersattes av bestämmelserna om den kyrkliga vigseln i 1686 års kyrkolag. Den civilrättsliga regleringen av äktenskapet kom med 1734 års lag, som bland annat kompletterade 1686 års kyrkolag, medförde att kyrklig vigsel blev obligatorisk.
Bland allmogen var det vanligast under dessa århundraden med offentlig vigsel i samband med församlingens gemensamma gudstjänst. Efter hand kom dock mer välbeställda alltmer dra sig undan kyrkans offentlighet och gifta sig privat, dock med präst. Det gällde också många arbetare som under 1800-talet föredrog att viga sig i hemmen eller i prästgården. Senare under 1800- och 1900-talen har det periodvis åter varit mode att gifta sig inne i kyrkan. Grunden har varit individernas löften inför vittnen och den sexuella samlevnaden, som konstituerat äktenskapet. Även om borgerliga vigslar en period[när?] har ökat, så utgör majoriteten av vigslarna kyrkliga vigslar. Borgerliga vigslar utgjorde[när?] ca 30% av vigslarna medan vigslar enligt Svenska kyrkans ordning utgjorde ca 54%.

### Samkönade äktenskap
I Sverige har äktenskapet historiskt varit förbehållet för en relation mellan en man och kvinna. Äktenskap har enligt äktenskapsbalken tidigare bara kunnat ingås mellan en kvinna och en man.
Par av samma kön har kunnat ingå registrerat partnerskap, vilket infördes 1995 och som med ett par undantag hade samma rättsverkningar som ett äktenskap. Undantagen gällde vissa förmåner som övergångsvis funnits kvar för änkor och de internordiska reglerna om äktenskap.
En offentlig utredning presenterade emellertid i sitt betänkande av den 21 mars 2007 ett förslag till ändrad äktenskapsbalk som bland annat innebar att även två kvinnor eller två män skulle kunna ingå äktenskap. 
Förslaget resulterade i en proposition från regeringen, där man föreslog vissa ändringar i äktenskapsbalken, men där äktenskap även i fortsättningen föreslogs bara kunna ingås mellan kvinna och man.
Riksdagens civilutskott tog den 17 februari 2009 ställning för ett förslag till ny äktenskapslagstiftning,
vari könet på de som kan ingå äktenskap inte nämns. Den 1 april 2009 beslutade riksdagen med stor majoritet att anta det av utskottet framlagda förslaget. Endast 21 kristdemokrater och en centerpartist röstade emot; 15 moderater och en kristdemokrat avstod från att rösta. Lagen trädde i kraft den 1 maj 2009. Sedan dess registreras samkönade äktenskap samt registrerade partnerskap som omvandlats till äktenskap hos Statistiska centralbyrån.

## Nuvarande reglering
Enligt den svenska äktenskapsbalken (SFS 1987:230) skall makarna ”gemensamt vårda hem och barn och i samråd verka för familjens bästa.”
Under ett äktenskap äger var och en vad man köper och införskaffar (”Varje make råder över sin egendom och svarar för sina skulder”), men ”Makar skall fördela utgifter och sysslor mellan sig. De skall lämna varandra de upplysningar som behövs för att familjens ekonomiska förhållanden skall kunna bedömas.”
”Äktenskap upplöses genom den ena makens död eller genom äktenskapsskillnad (skilsmässa)".

### Ingåendet: vigseln
Äktenskap i Sverige ingås genom vigsel i närvaro av minst två vittnen (ofta släktingar eller nära vänner, men vem som helst kan tjänstgöra som vittne). Vid vigseln skall båda parter samtidigt vara närvarande. De skall var för sig på fråga av vigselförrättaren ge till känna att de samtycker till äktenskapet. Vigselförrättaren skall därefter förklara att de är makar. 
Beroende på parets egen syn på äktenskapet kan de välja att ingå äktenskap borgerligt utan religiösa ceremonier eller kyrkligt, vilket i flera kristna samfund i Sverige innebär både en juridisk och en religiös förening. En äktenskaplig religiös ceremoni som förrättas i ett samfund utan vigselrätt innebär att äktenskapet inte blir juridiskt giltigt, i de fallen krävs även en borgerlig vigsel.

## Äktenskapshinder
Vilka personer som helst får inte ingå äktenskap med varandra, dessa hinder för äktenskap kallas äktenskapshinder.
Äktenskap får inte ingås mellan dem som är släkt med varandra i rätt upp- och nedstigande led eller är helsyskon. Halvsyskon får inte ingå äktenskap med varandra utan tillstånd av regeringen eller den myndighet som regeringen bestämmer.
Den som ingått äktenskap eller är partner i ett registrerat partnerskap får inte ingå äktenskap under partnerskapets fortbestånd. Äktenskap och partnerskap kan upplösas genom skilsmässa, som makarna ansöker om gemensamt eller var för sig lämnar in till allmän domstol. Under tiden från ansökan om skilsmässa tills äktenskapet/partnerskapet är juridiskt upplöst får ingendera maken ingå nytt äktenskap eller partnerskap.

## Religiösa samfunds vigselrätt
Äktenskapets ingående, fortbestånd och upplösning i Sverige regleras i lag, äktenskapsbalken. Många kristna samfund i Sverige, och en del icke-kristna, har valt att ställa sig bakom den och har tillstånd att utföra vigselceremonier som är juridiskt bindande enligt äktenskapsbalken. De avstår då också från att viga personer som inte får gifta sig enligt lag. Det innebär att par som vill ingå äktenskap i både religiös och juridisk mening, kan få bägge aspekterna tillgodosedda i dessa församlingar. I många andra länder genomförs och registreras en borgerlig vigsel i anslutning till en religiös ceremoni i det samfund makarna tillhör. 
Några svenska religiösa samfund har avstått från vigselrätt för att inte behöva kompromissa med sin egen äktenskapssyn. De par som vigs av en ortdox-kristen präst, en imam eller en rabbin som saknar vigselrätt blir då sambo i lagens mening, om de inte också genomgår en borgerlig vigsel. Några orientaliskt ortodoxa kyrkor anser också att 16 år är en lagom lägsta ålder för att gifta sig. Vigselakter för så unga par inte är juridiskt giltiga i Sverige; paret får därför vänta till 18-årsdagen innan äktenskapet enligt svensk lagstiftning blir juridiskt bindande.
Sveriges muslimska förbund uppger att inga imamer kommer att viga par av samma kön.

### Debatten inom Svenska kyrkan
På vintern under första halvåret 2009 uttalade sig nio av fjorton biskopar i aktiv tjänst för att Svenska kyrkan skulle avsäga sig vigselrätten. Fyra andra bemötte detta och vill ha kvar vigselrätten, medan ärkebiskop Anders Wejryd inte uttalade sig för vare sig det ena eller det andra.
Kyrkostyrelsen sade i mars 2007 ja till att låta samkönade par vigas i kyrkan på samma villkor som heterosexuella, men uttalade samtidigt att man ville att begreppet äktenskap skulle vara förbehållet tvekönade par och inte användas för enkönade dito. I januari 2009 beslutade dock kyrkostyrelsen att begreppet äktenskap skulle kvarstå i en ny neutral vigselritual för både enkönade och tvekönade par, vilket kyrkomötet stadfäste i oktober samma år.